# Abkehr

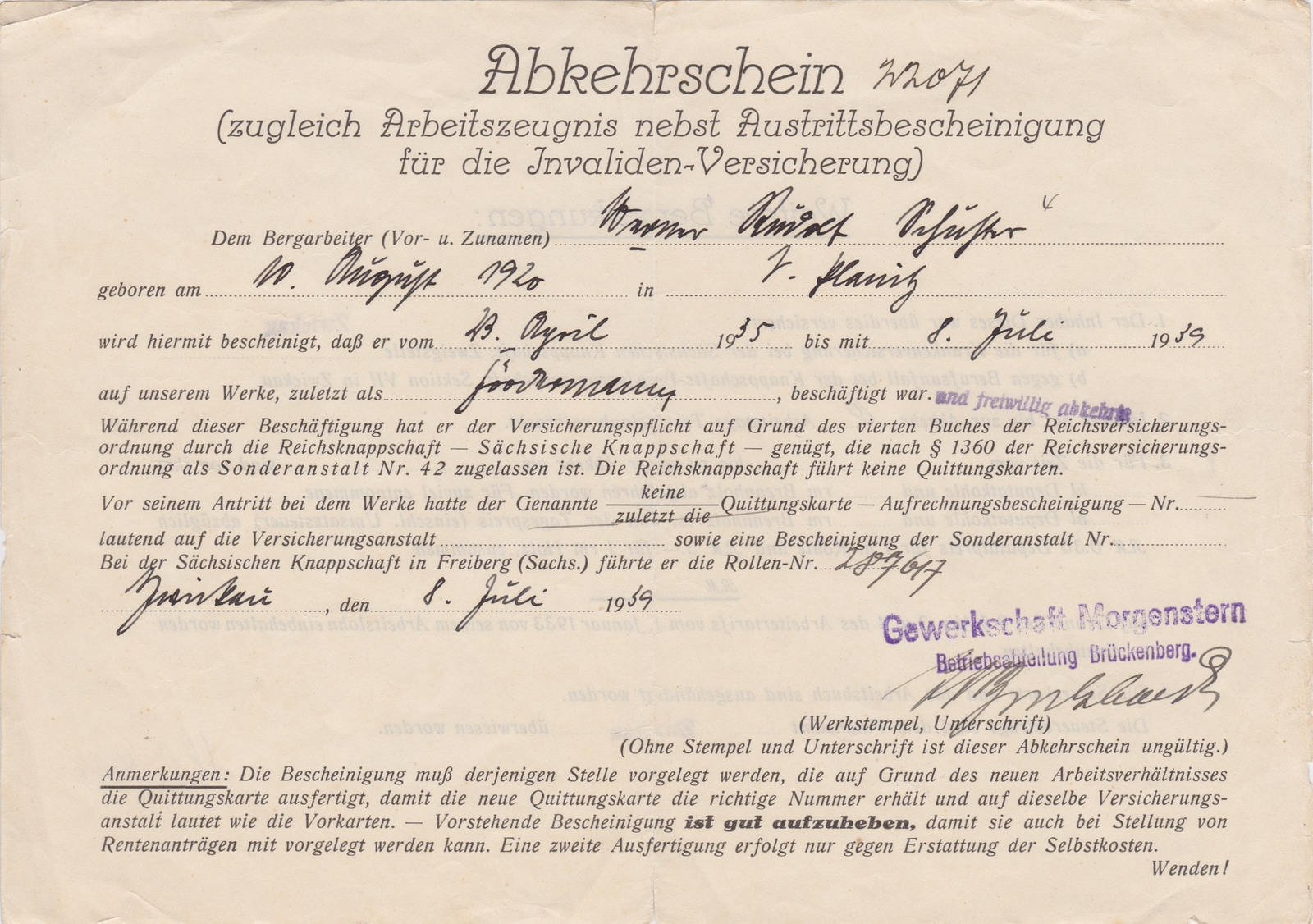
Abkehrschein von 1939

Die Abkehr bedeutet die Abwendung von jemandem oder etwas.
Sie bezeichnet auch einen Austritt oder eine Entlassung aus einer Beschäftigung. Dabei handelt es sich um einen bergmännischen Ausdruck, der vor allem im 19. Jahrhundert verwendet wurde. Der Abkehrende erhielt von seinem Arbeitgeber einen Abkehrschein, der dem heutigen Arbeitszeugnis entspricht. Außerdem konnte ein Abkehrgeld analog zur Abfindung gezahlt werden.
Der Begriff Abkehr wird auch in Zusammenhang mit Gewässern verwendet. Vor allem bei Wasserkanälen oder Mühlbächen spricht man bei einer vorübergehenden Ausleitung oder Trockenlegung von Abkehr.